# Giovanni Giacomo Cavallerini
Giovanni Giacomo Cavallerini (ur. 16 lutego 1639 w Rzymie, zm. 18 lutego 1699 tamże) – włoski kardynał.

## Życiorys
Urodził się 16 lutego 1639 roku w Rzymie, jako syn Guarneria Cavallerini i Veturii Bonaventury. Studiował na La Sapienzy, gdzie uzyskał doktorat utroque iure. Został prawnikiem w Kurii Rzymskiej, a następnie audytorem Roty Rzymskiej. 25 marca 1692 roku przyjął święcenia diakonatu, a pięć dni później – prezbiteratu. 25 czerwca został wybrany tytularnym arcybiskupem Nicei, a pięć dni później przyjął sakrę. Jednocześnie został mianowany nuncjuszem we Francji i asystentem Tronu Papieskiego. 12 grudnia 1695 roku został kreowany kardynałem prezbiterem i otrzymał kościół tytularny San Bartolomeo all’Isola. Rok później został prefektem Trybunału Sygnatury Sprawiedliwości. Zmarł 18 lutego 1699 roku w Rzymie.